# Fraserburgh
Fraserburgh (lågskotska: The Broch, skotsk gaeliska: A' Bhruaich) är en ort i Aberdeenshire i Skottland. Folkmängden uppgick till 13 140 invånare 2012, på en yta av 4,37 km². Den ligger i det norra hörnet av Aberdeenshire, omkring 40 kilometer norr om Aberdeen och 17 kilometer norr om Peterhead. Fraserburgh har den största hamnen för skaldjursfiske i Europa och tog exempelvis emot över 2 000 ton skaldjur 2008.

## Sevärdheter
I Fraserburgh finns förutom hamnen bland annat en prisbelönad sandstrand, ett museum över skotska fyrtorn, ett flertal kyrkor och borgen Kinnaird Head.

### Galleri

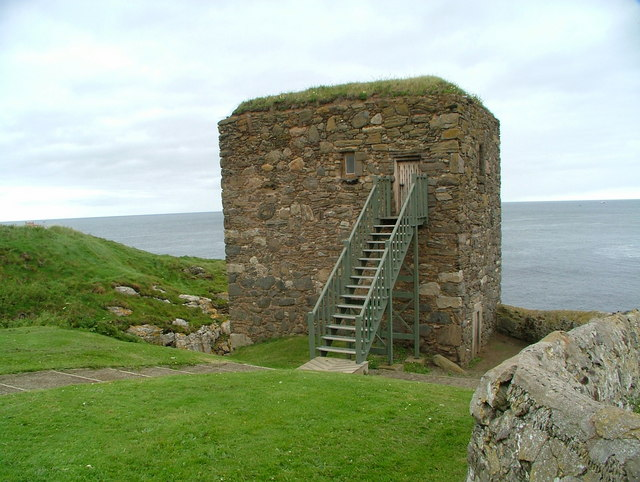
The Wine Tower.
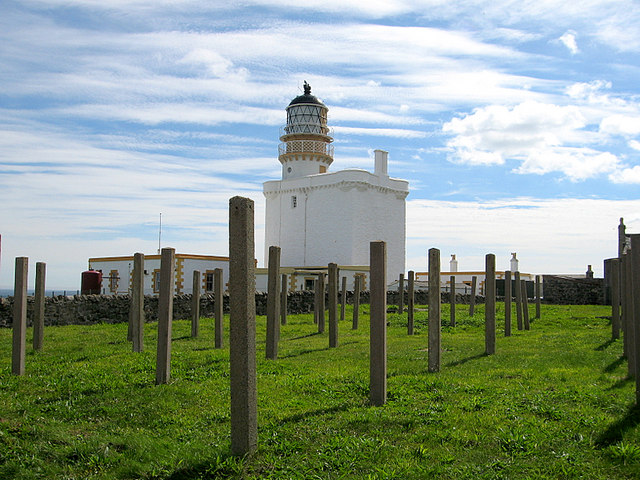
Kinnaird Head.
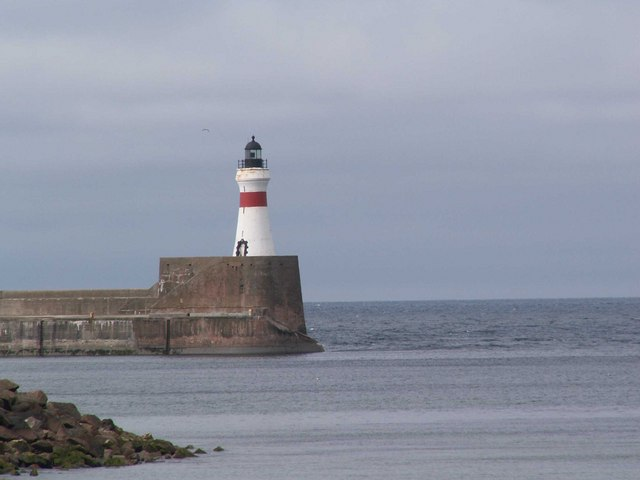
Harbour Lighthouse.
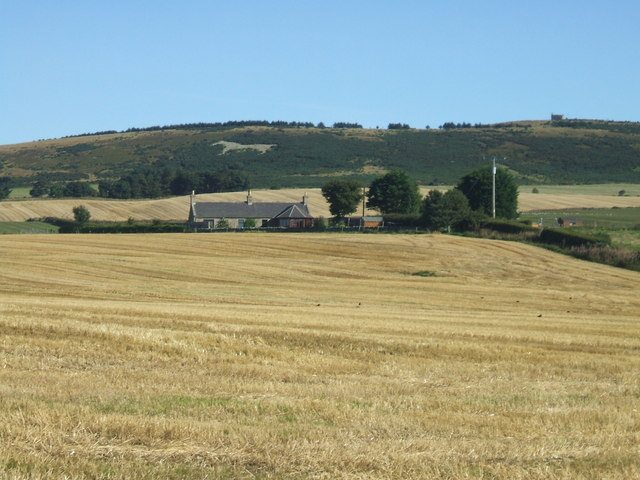
The 'White Horse' på Mormond Hill.
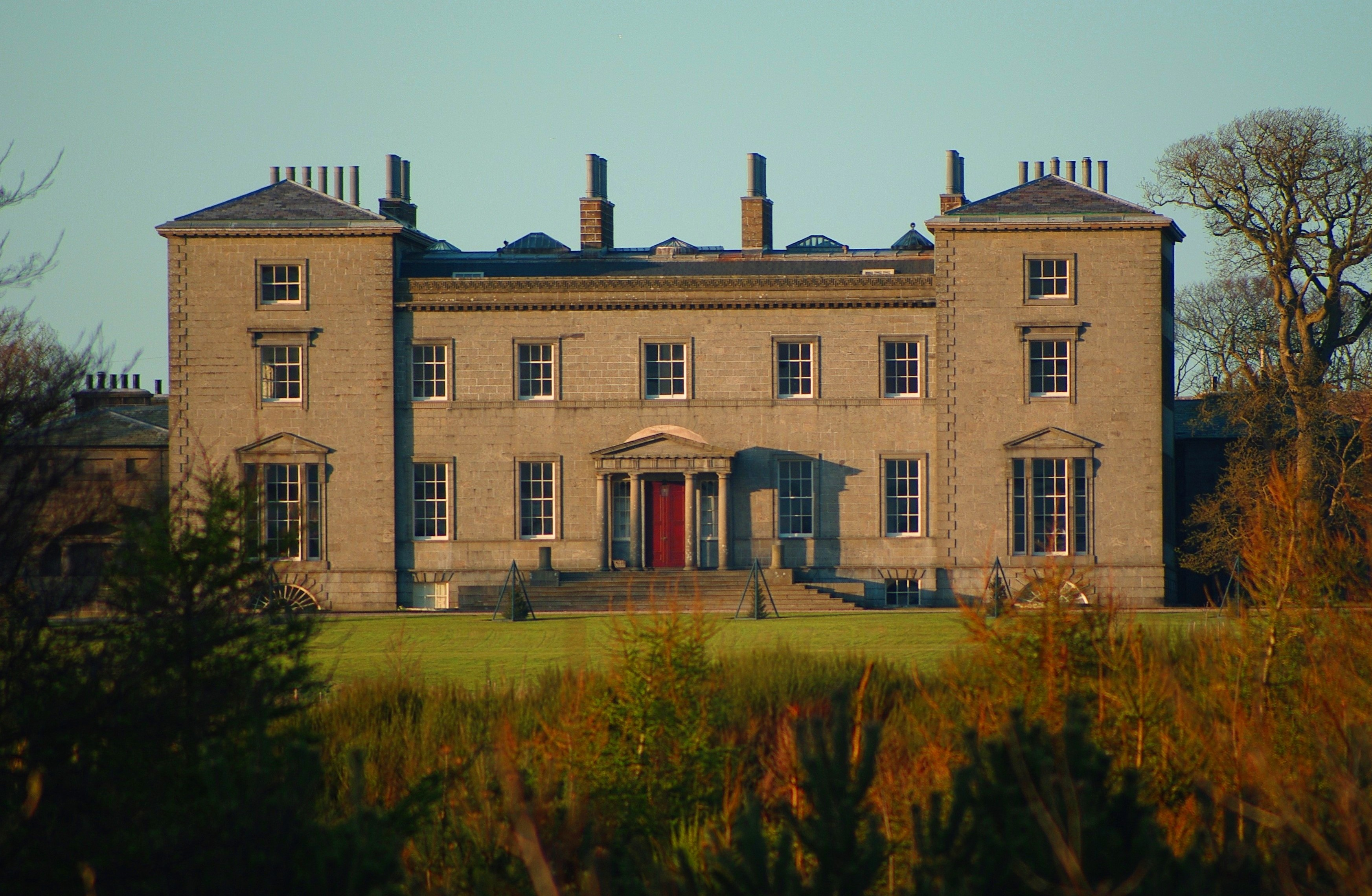
Cairness House nära Fraserburgh.
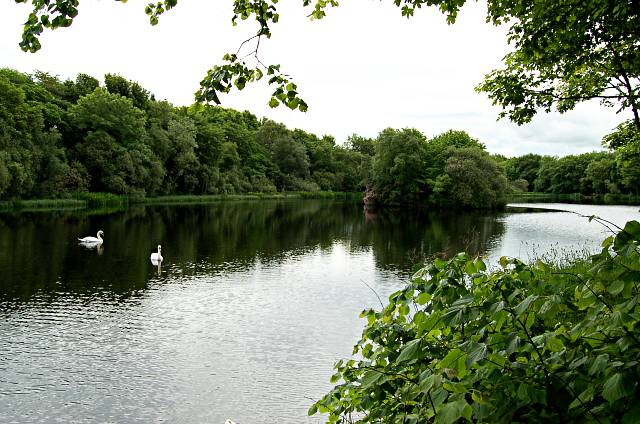
Park nära Fraserburgh.
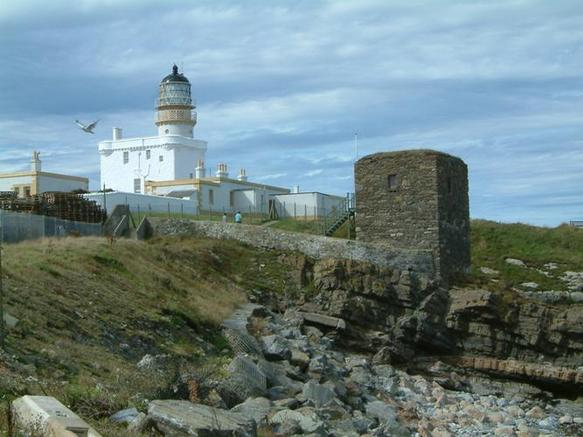
Kinnaird Head och Wine Tower.

## Utbildning
På orten finns fyra grundskolor (Fraserburgh North School, Fraserburgh South Park School, Lochpots School, St Andrew's School) och ett college.

## Ekonomi
Fraserburgh är väldigt beroende av fiskeindustrin som står för omkring 60 procent av arbetstillfällena i staden.

## Sport

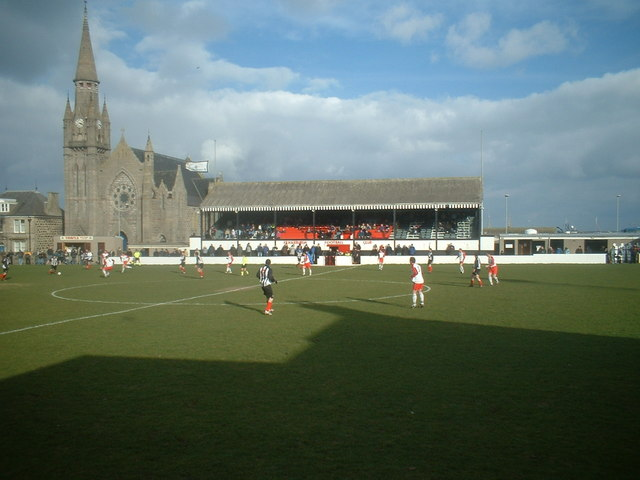
Bellslea Park.

Fraserburgh har flera sport- och fritidsanläggningar, bland annat en simhall, tennisbanor, golfbana och en skatepark.

### Idrottsklubbar
- Fraserburgh golf club
- Fraserburgh Football Club

## Kända personer från orten
- Bill Gibb (1943–1988): modeskapare, född i Fraserburgh[5][6]
- Steve Fairnie (1951–1993), musiker, konstnär, skulptör, skådespelare, född i Fraserburgh.

## Vänorter
- Frankrike - Bressuire